# Schloss Naundorf (Dippoldiswalde)

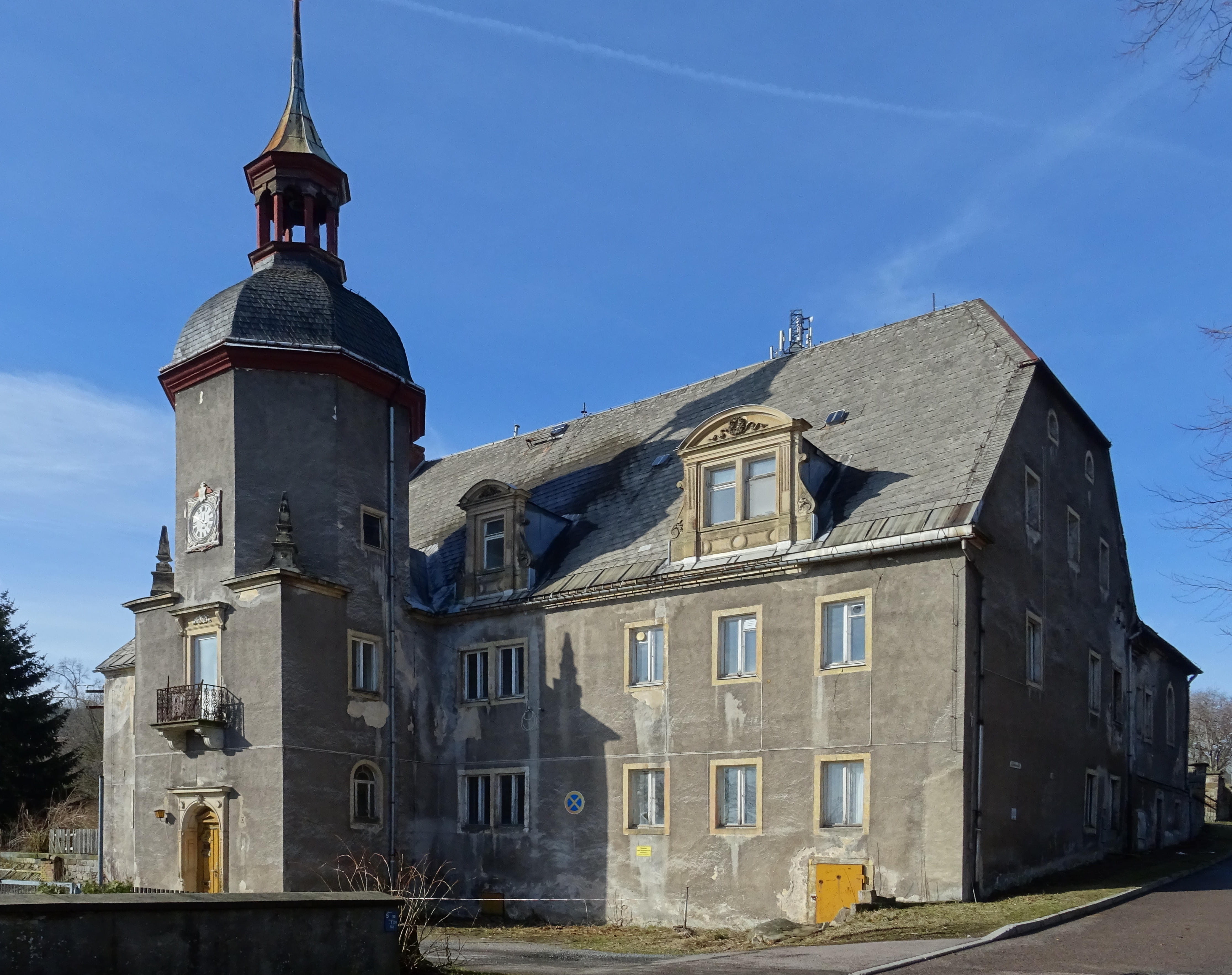
Schloss Naundorf Zustand März 2019

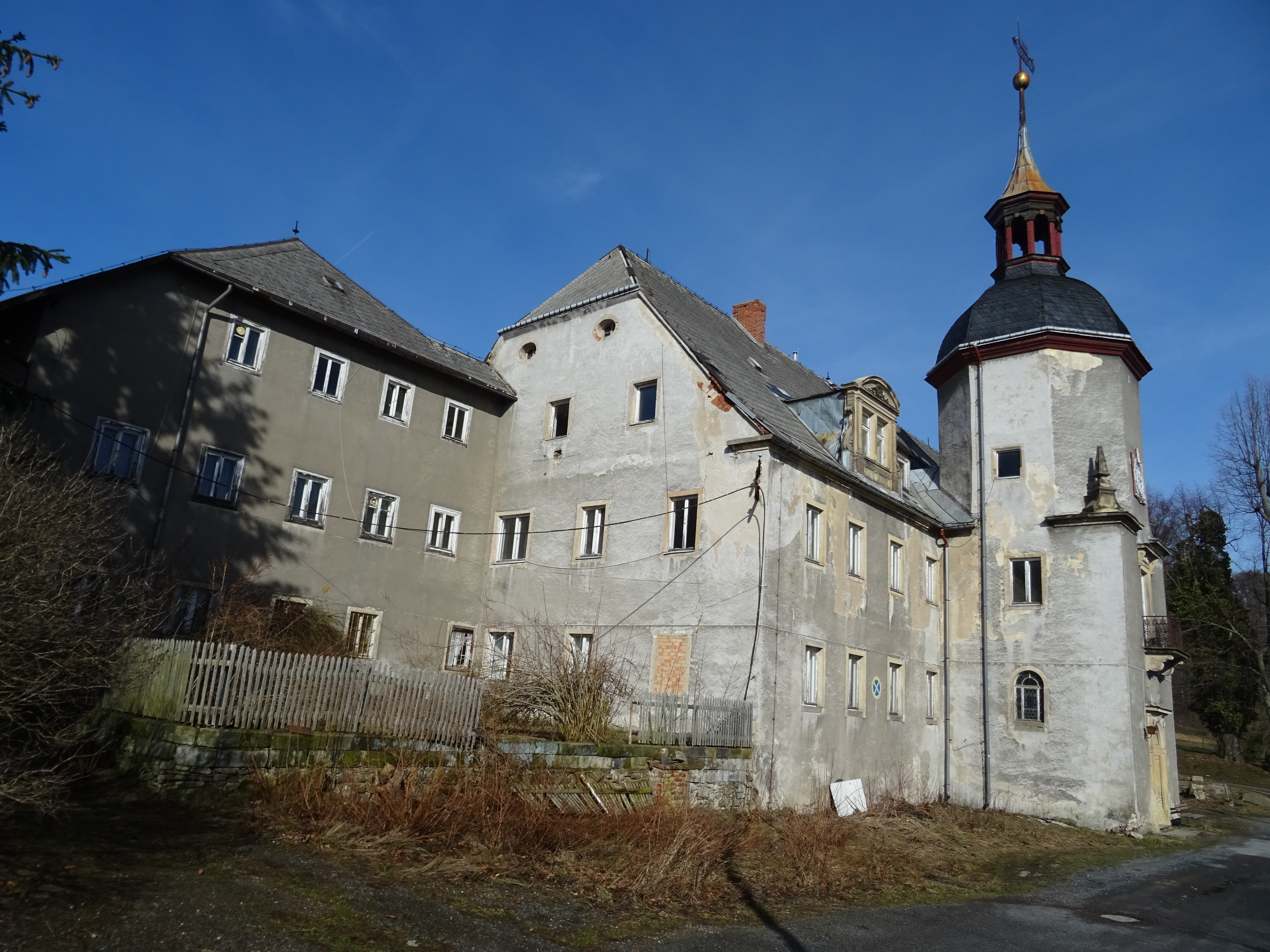
Schloss Naundorf Zustand März 2019

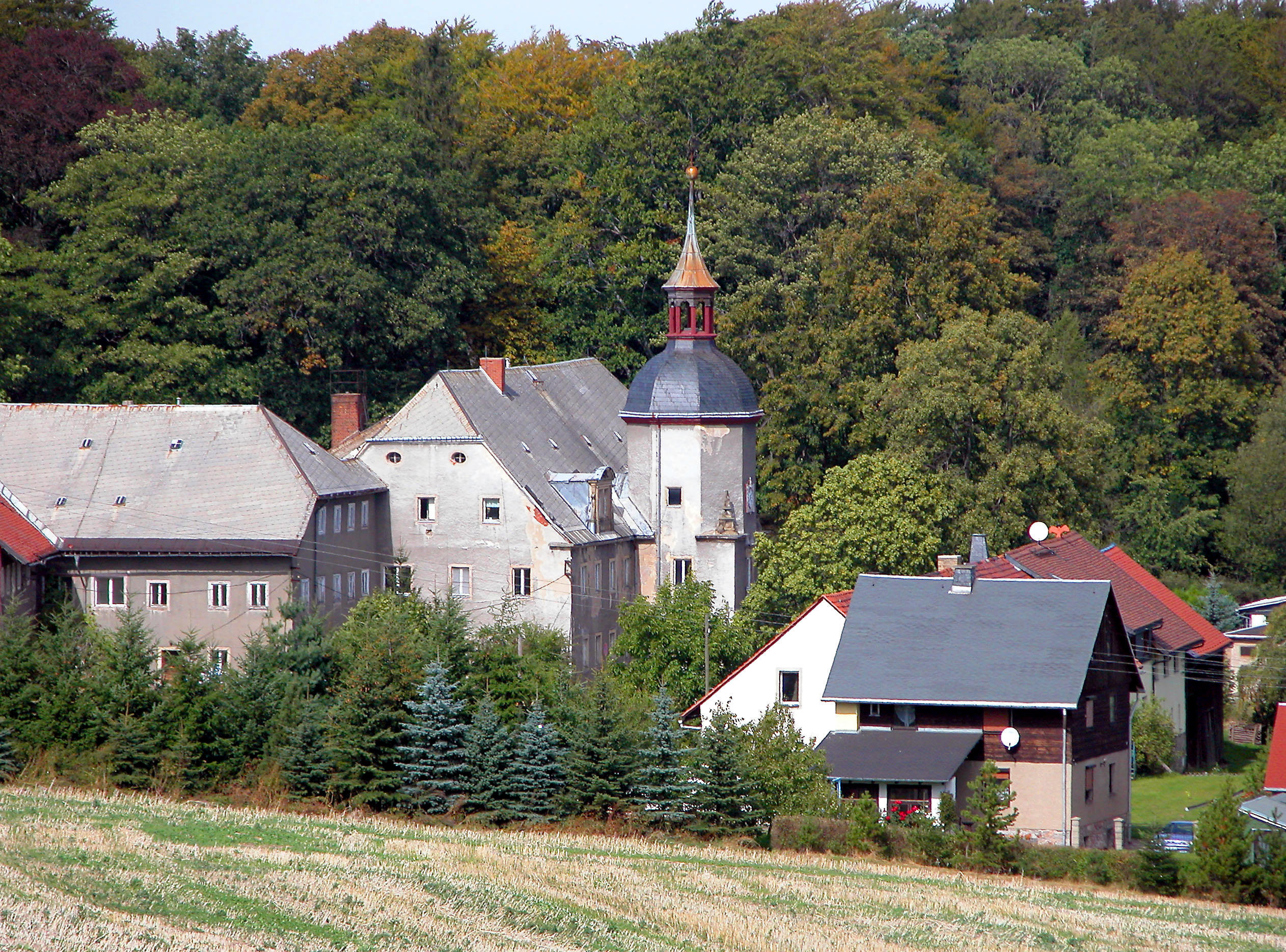
Schloss Naundorf Zustand September 2004

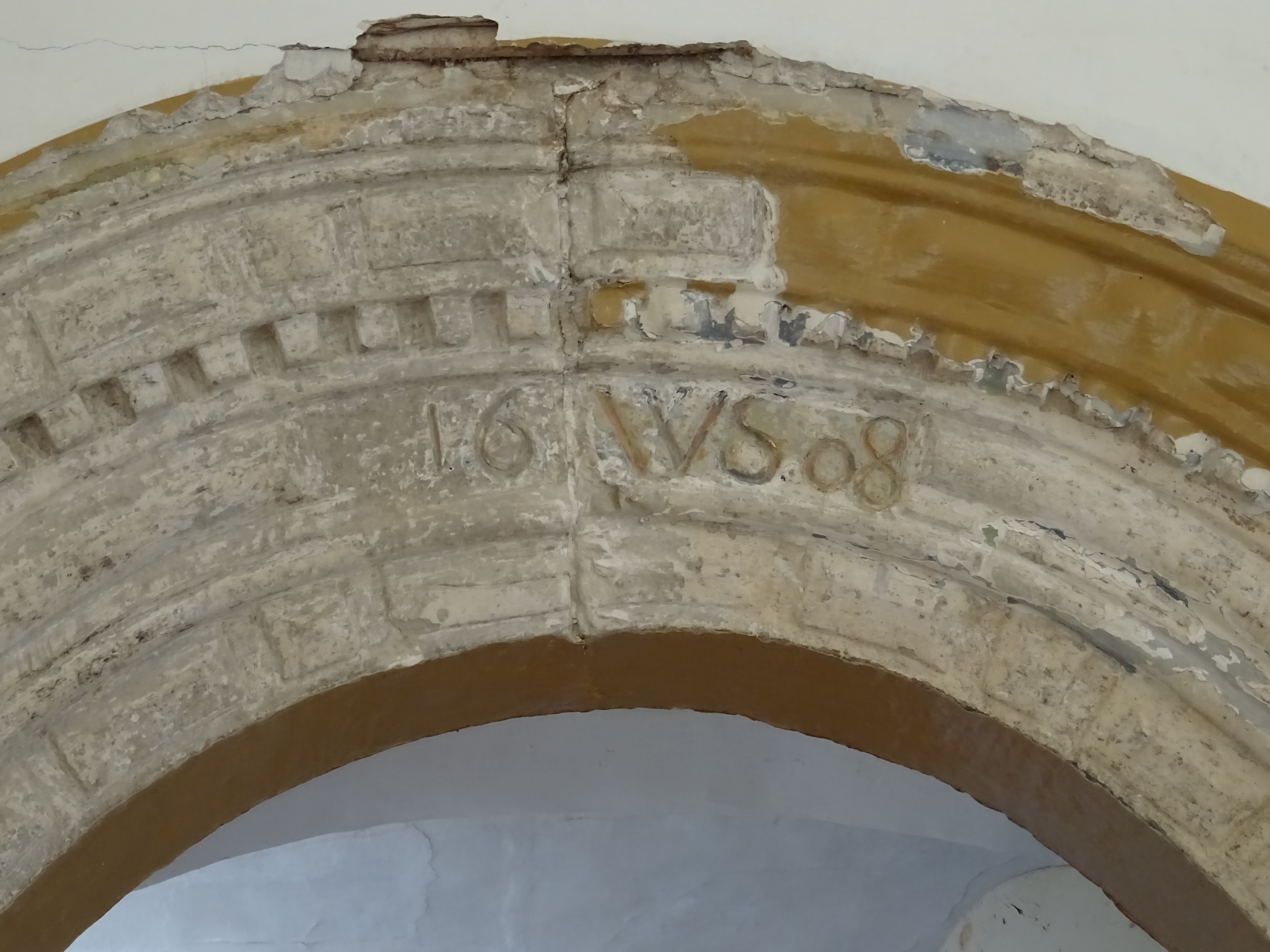
Erdgeschossportal mit den Initialen von Wilhelm von Schönberg 1608

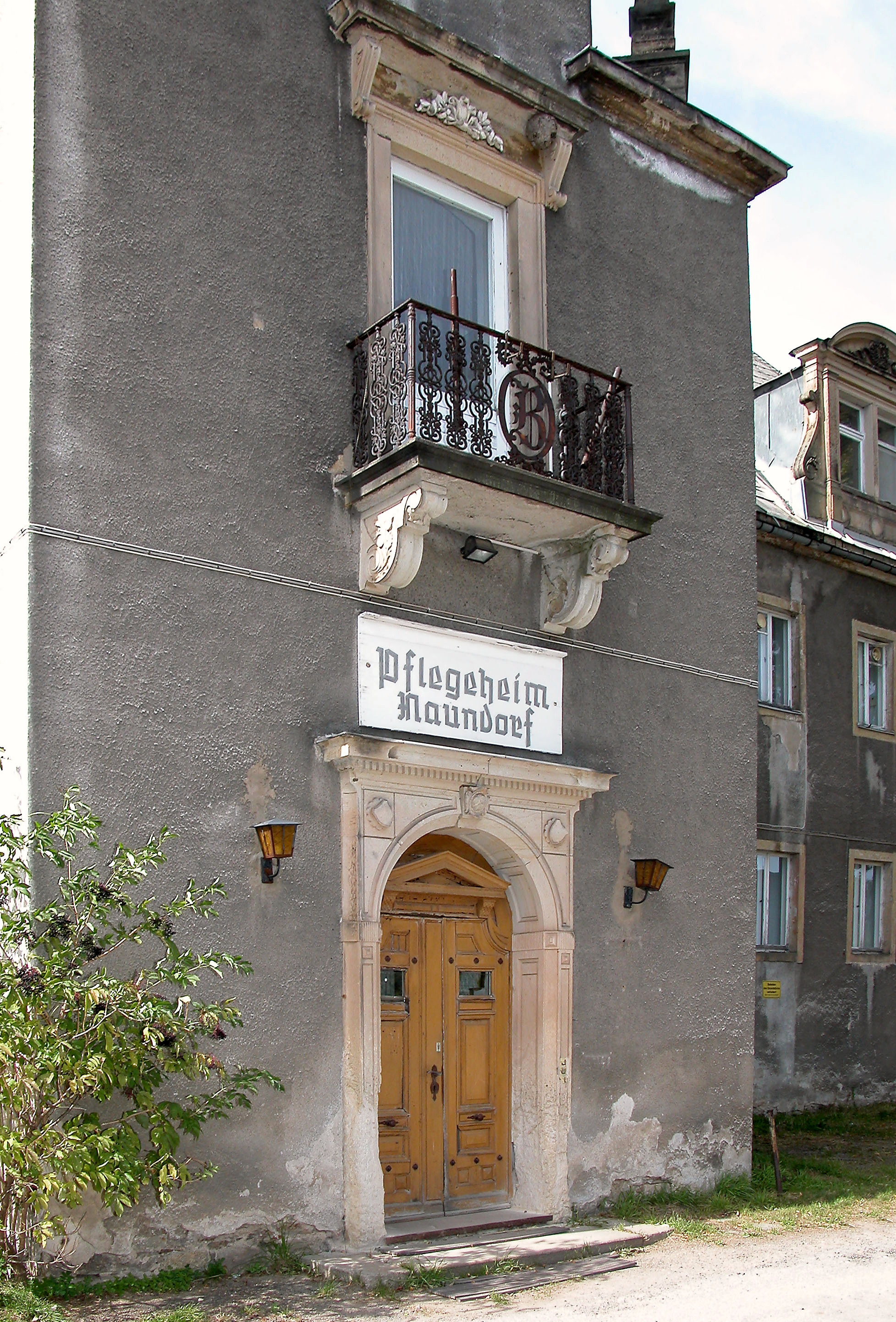
Erdgeschossportal um 2004

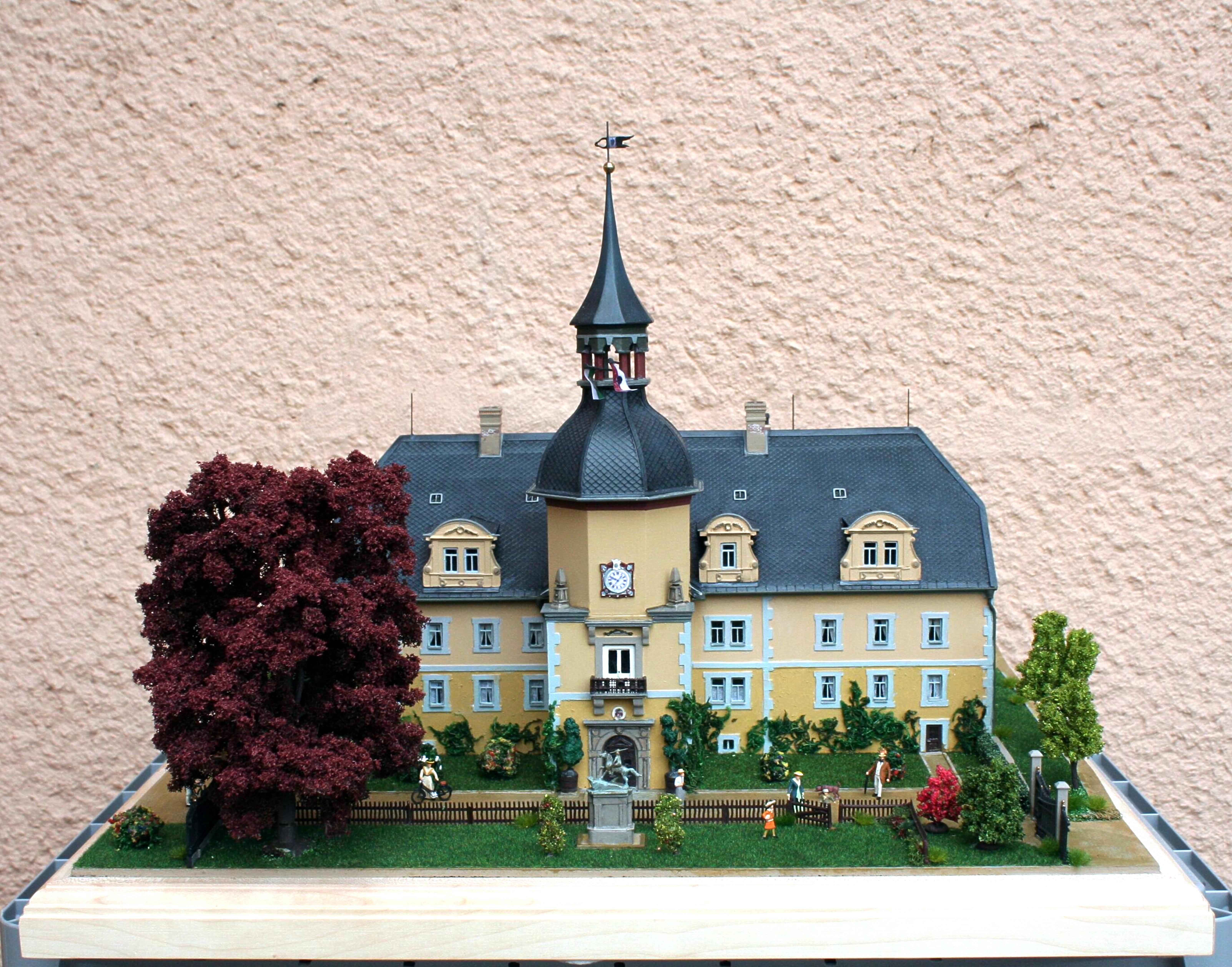
Schloss Naundorf – Modell

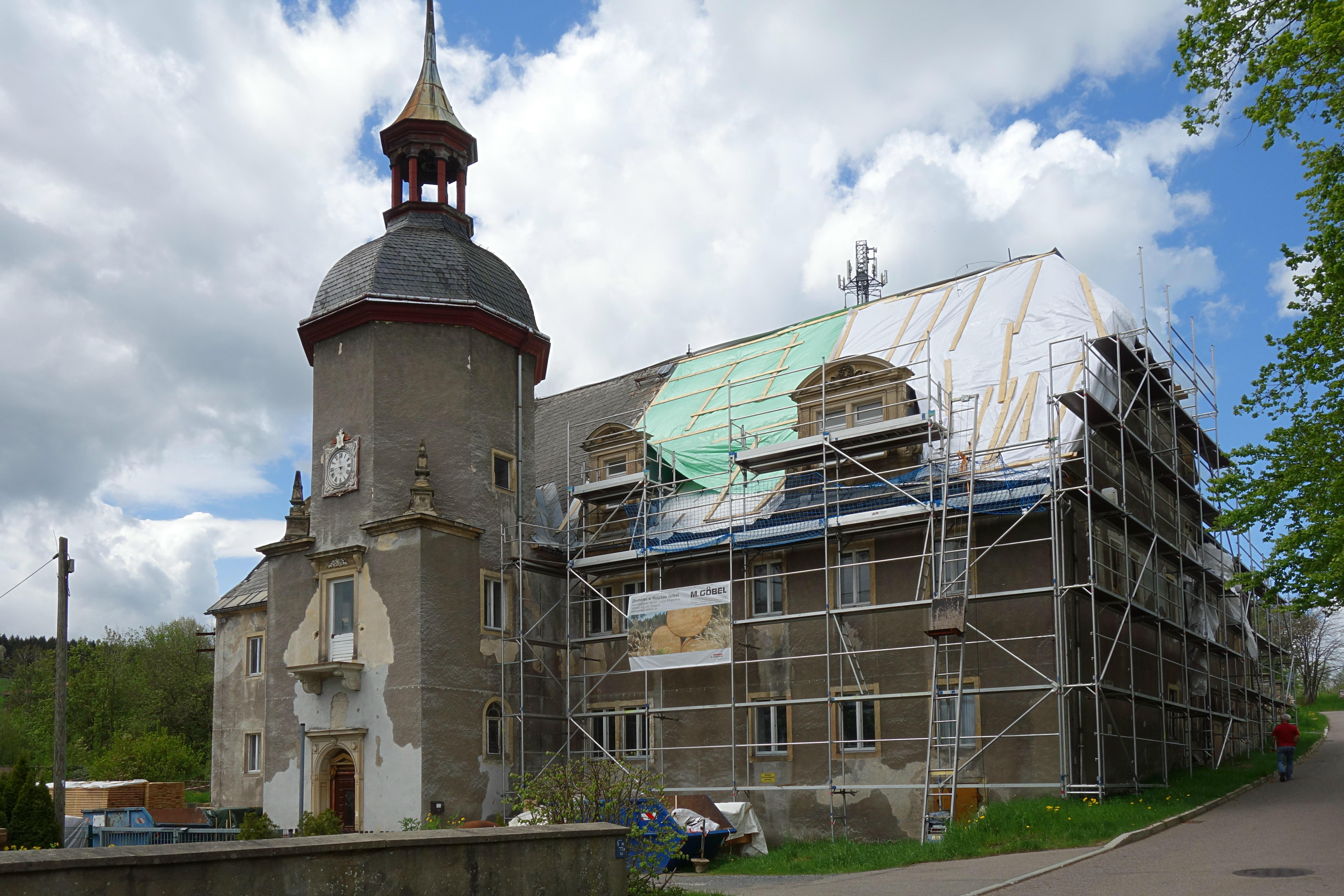
Schloss Naundorf Zustand Mai 2021

Das Schloss Naundorf ist ein Schloss am obersten Ende des Dippoldiswalder Ortsteiles Naundorf, zwischen Ochsenbach- und Saubachtal gelegen im Landkreis Sächsische Schweiz-Osterzgebirge.

## Geschichte
Im Jahr 1404 wird Nuwindorff als Eigenes Gut (allodium) und Herrschaftssitz urkundlich genannt. Seit 1473 war das Gut mit dem niederen Bergregal belehnt und war ein eigenes Bergamt mit eigenen Bergbeamten. Das Naundorfer Bergamt wurde 1851 in das Altenberger integriert. Nach einer wechselvollen Geschichte entwickelte sich Naundorf bis 1551 zum Rittergut und gehörte zum Amt Pirna. Allmählich bildete sich im Tal der Roten Weißeritz eine Ansiedlung (heute Unternaundorf), während das Gut oben am Berghang liegt. Nach Rodung von Waldstücken entstanden Ackerflächen, wobei die Bewirtschaftung allerdings auf den schrägen und auch steilen Hängen schwierig und die Äcker steinig waren. Damit verbunden ist auch der doch häufige Besitzerwechsel zu erklären, weil auf dem Gut nicht immer kostendeckend gewirtschaftet wurde. Im damaligen Kommunenverband Naundorf waren nebst dem Rittergut drei Hufengüter, vier Halbhüfner sowie ein Viertelhüfner. Sowie elf Häusler, vier Gärtner und eine Schmiede. Im Tal der Weißeritz waren ein Zain-, Zeug- und ein Waffenhammerwerk, des Weiteren zwei Wassermühlen als Öl- und Schneidemühle und Getreidemühle. Weiterhin zwei Wohngebäude, wovon eins davon die Schanknahrung betreiben durfte.

## Besitzer
Um 1473 verkaufte Rudolph von Bünau an die Herzöge Ernst und Albrecht und diese belehnten es an Mulich von Carlowitz. Um 1607 vertauschte Wilhelm von Schönberg sein Gut Ehrenberg an seinen Schwiegersohn Georg Kölbel von Geising.  Um 1622 übernahm Heinrich von Bernstein den Besitz, der ihn im Jahr 1628 an Günther von Bünau verkaufte, dessen Nachkommen es weiter im Besitz hatten. Der kurfürstliche Floßmeister Samuel Klemm erwarb um 1726 das Anwesen. Der Sohn des Bergrates Klemm verkaufte das Rittergut im Jahr 1776 an die königliche preußische Geheimrätin Annisius, geborene von Katzsch (Johanna Friederike Katsch (in alten Quellen steht von Kat(z)sch)). Sie war die Frau des Geheimrats Joachim Friedrich Annisius und kaufte als Witwe Naundorf. Der älteste Sohn der Familie verkaufte es 1820 an den sächsischen Kriegsrat Anton von Carlowitz. Bis es schließlich im Jahr 1846 von Albert von Carlowitz, seinerseits sächsischer Justizminister, an den Ökonomierat Wilhelm Eduard Otto verkauft wurde. Nach seinem Tod im Jahr 1897 übernahm der Lederfabrikant Oskar Bierling als neuer Besitzer das Schloss. Im Jahr 1945 wurde die Familie entschädigungslos enteignet und vertrieben, beziehungsweise konnte die Familie in einer Notwohnung in Schmiedeberg die Demokratische Bodenreform überleben. In der Folgezeit bis 1949 brachte man im Gemäuer Heimatvertriebene, Umsiedler und Kriegsflüchtlinge unter. Von 1949 bis 1999 wurde das Schloss als Pflegeheim genutzt. Da keine werterhaltenden Maßnahmen oder Instandhaltungen vorgenommen wurden, verfiel das Gebäude. Das Pflegeheim wurde nach der Wende in einen Neubau in Schmiedeberg untergebracht, danach verfielen die Gebäude und der Park. Damit wenigstens die Parkanlagen und der Aussichtsturm Otto’s Eck erhalten blieben, gründete sich im Jahr 2001 der Heimatverein Ottos Eck. Mit großen Anstrengungen und mühevoller Arbeit sind nun der Park und der Turm in einem guten Zustand und warten auf Besucher. Die verwahrloste Bausubstanz jedoch schreckte einige Interessenten ab, bis es 2004 der Gemeinde gelang, das Anwesen an eine französische Immobiliengesellschaft zu verkaufen. Jedoch diese Firma hat das Gebäude nicht genutzt, bis schließlich in den letzten Jahren Dr. Konstantin Hermann aus Frauenstein neuer Schlossbesitzer wurde, einem Urenkel von Arthur Göpfert. Seitdem wurden Sicherungsarbeiten vorgenommen, die zahlreichen noch vorhandenen Möbel aus der Pflegeheimzeit entfernt, eingezogene Zwischenmauern aus der DDR-Zeit ebenso, PVC- und Spanplatten-Fußbodenbeläge herausgenommen, damit wieder Dielen und Parkett freiliegen. Im November 2018 wurde von Naundorfer Bürgerinnen und Bürgern der Verein Freundeskreis Schloss Naundorf e.V. gegründet, der Erhaltungs- und Pflegearbeiten am Schloss und im Schlossgarten vornimmt und Veranstaltungen ausrichten wird.

## Übersicht der Besitzer: von vor 1473 bis 2017
| Nr. | Name                                                                | von     | bis  |
| --- | ------------------------------------------------------------------- | ------- | ---- |
| 1   | Nigkel Opil und Neffe Nigkel Opil                                   | 1404    | 1437 |
| 2   | Magdalene Opil                                                      | um 1437 | 1437 |
| 3   | Janicken Heiden                                                     | 1437    | 1455 |
| 4   | Heinrich von Bünau                                                  | 1455    | 1465 |
| 5   | Rudolf von Bünau                                                    | 1465    | 1473 |
| 6   | Mulich von Carlowitz                                                | 1473    | 1476 |
| 7   | Melchior und Wilhelm von Carlowitz                                  | 1476    | 1486 |
| 8   | Gebrüder Kölbel (Bartel, Bernhard, Caspar, Michel, Nickel)          | 1486    | 1501 |
| 9   | Bartel Kölbel                                                       | 1501    | 1524 |
| 10  | Heinrich, Georg und Hieronymus Kölbel                               | 1524    | 1540 |
| 11  | Georg Kölbel                                                        | 1540    | 1580 |
| 12  | Bartel Kölbel                                                       | 1580    | 1601 |
| 13  | Georg Kölbel der Jüngere                                            | 1601    | 1607 |
| 14  | Wilhelm von Schönberg                                               | 1607    | 1611 |
| 15  | Anna verw. von Schönberg                                            | 1611    | 1622 |
| 16  | Heinrich von Bernstein                                              | 1622    | 1628 |
| 17  | Günther von Bünau                                                   | 1628    | 1660 |
| 18  | Rudolph von Bünau (gen. „der Dicke“)                                | 1660    | 1683 |
| 19  | Rudolph von Bünau jun.                                              | 1683    | 1741 |
| 20  | Samuel Klemm                                                        | 1741    | 1745 |
| 21  | Johann Samuel Klemm                                                 | 1745    | 1774 |
| 22  | Johanne Friedricke vw. Annisius geb. von Katsch                     | 1774    | 1784 |
| 23  | Adolph Carl Friedrich Annisius                                      | 1784    | 1807 |
| 24  | Christian Friedrich Adolf Annisius                                  | 1807    | 1820 |
| 23  | Christian Anton Ferdinand von Carlowitz                             | 1820    | 1829 |
| 25  | Ernst Maximilian und Albert von Carlowitz                           | 1829    | 1842 |
| 26  | Albert von Carlowitz                                                | 1842    | 1846 |
| 27  | Wilhelm Eduard Otto                                                 | 1846    | 1897 |
| 28  | Otto Paul Baron                                                     | 1897    | 1898 |
| 29  | Heinrich Oscar Bierling                                             | 1898    | 1944 |
| 30  | Mathilde Bierling                                                   | 1944    | 1945 |
| 31  | Enteignung, Unterkunft für Heimatvertriebene, Umsiedler             | 1945    | 1949 |
| 32  | Volkseigentum der DDR Altersheim                                    | 1949    | 1990 |
| 33  | Landratsamt Weißeritzkreis / vormals Rat des Kreises Dippoldiswalde | 1990    | 1996 |
| 34  | Gemeindeverwaltung Schmiedeberg                                     | 1997    | 1997 |
| 35  | Pro Civitate                                                        | 1997    | 2002 |
| 36  | Brigitte Robeis                                                     | 2002    | 2004 |
| 37  | Valetti Immobilier S.a.R.I. und Saint Martin Immobilier S.a.R.I.    | 2004    | 2017 |

## Schloss
Das aus dem Herrenhaus um 1608 entstandene schlossartige Gebäude ist ein einfacher, fast schmuckloses Baukörper. Teile des Vorgängerbaus aus der zweiten Hälfte des 16. Jahrhunderts sind im Erdgeschoss erhalten geblieben. Im Keller findet sich noch ein spätgotisches Türgewände aus dem 15. Jahrhundert. Das zweigeschossige Bauwerk mit einem gewalmten Dach befindet sich am Ortsausgang in Richtung Sadisdorf. Das schiefergedeckte Dach ist mit drei stehenden Dachgaupen ausgestattet. Der Hauptfront vorgelagert ist ein achteckiger Treppenturm. In diesem ist das Wappen der von Bünau zu erkennen. Im Turm befindet sich auch ein Sandsteinportal aus dem Jahr 1608 und stammt vom Vorbesitzer Wilhelm von Schönberg. Das Wappen über dem Portal ist das von W.E. Otto. Der Turm besitzt eine Bronzeseigerschelle aus der Dresdner Glockengießerei A. E. Weinholdt. Den Abschluss des Turmes bildet eine frühbarocke laternenförmige Turmhaube mit vergoldeter Kugel und Wetterfahne. Die Räumlichkeiten sind im Erdgeschoss prunkvoll mit Holztäfelung und Stuckdecken gestaltet. Im Jahr 1819 erfolgten Blitzschutzarbeiten durch die Firma Johann Michael Seidel aus Wellerswalde bei Oschatz. In der Zeit von 1825 bis 1834 wurden erneut bauliche Veränderungen vorgenommen. Der neue Besitzer des Schlosses im Jahr 1846 wurde Wilhelm Eduard Otto. Dieser ließ das Schloss nach seinen Wünschen umbauen und verlieh ihm in den 1870er bis 1880er Jahren eine repräsentative Innenausstattung. Der Gutshof wurde in der U-Form um 1879 errichtet. Die Fassade des Schlosses schmücken nun kleine Schmuckelemente und weitere Ziergiebel. Nach 1897 veränderte der neue Besitzer Oskar Bierling das Schloss geringfügig. Am kunstgeschmiedeten Balkongeländer erkennt man das Monogramm von Oskar Bierling. In der Nachfolgezeit sind einige neue Anbauten am Schlossgebäude erfolgt. In den Jahren 1912 und 1935 wurde das Gewächshaus erneuert und erweitert. Der Wintergarten der Villa Bierling von der Kaitzer Straße 8 in Dresden fand hier eine neue Verwendung.
Von 1916 erfolgten immer wieder bauliche Veränderungen, unter anderen eine Garage für ein Automobil. Im Jahr 1918 wurde der Hühnerstall mit Teich saniert, einschließlich der Düngerstätte und Fäkaliengrube. Eine Zentralheizung wurde bis 1928 eingebaut. In den Jahren von 1930 bis 1933 sind mehrere Silos auf dem Gutshof aufgestellt worden. Im Jahr 1933 entstand ein neues Siedlungsprojekt für den Ort. Nach 1949 erfolgte eine komplette Umstrukturierung des Schlosses zur Nutzung als Altenheim. Dabei ging bedauerlicherweise der Schlosscharakter im Inneren verloren. Zu viele Einbauten und die Verkleinerung der Räumlichkeiten waren für das neue Nutzungskonzept in dem dafür ungeeigneten Gebäude erforderlich. Im Jahr 1985 ist ein Feuer ausgebrochen und hat auf dem Gutshof einen Teil der Wirtschaftsgebäude zerstört, diese wurden danach abgetragen. Nun sind das Schloss, die Anbauten und die gegenüber befindlichen Remisen und Wirtschaftsgebäude vorhanden und bilden somit keinen geschlossenen Gutshof mehr. In der DDR wurde nur der Turm unter Denkmalschutz gestellt, nunmehr sind das gesamte Schloss mit seinen drei Flügeln und die Anbauten als Denkmal ausgewiesen.

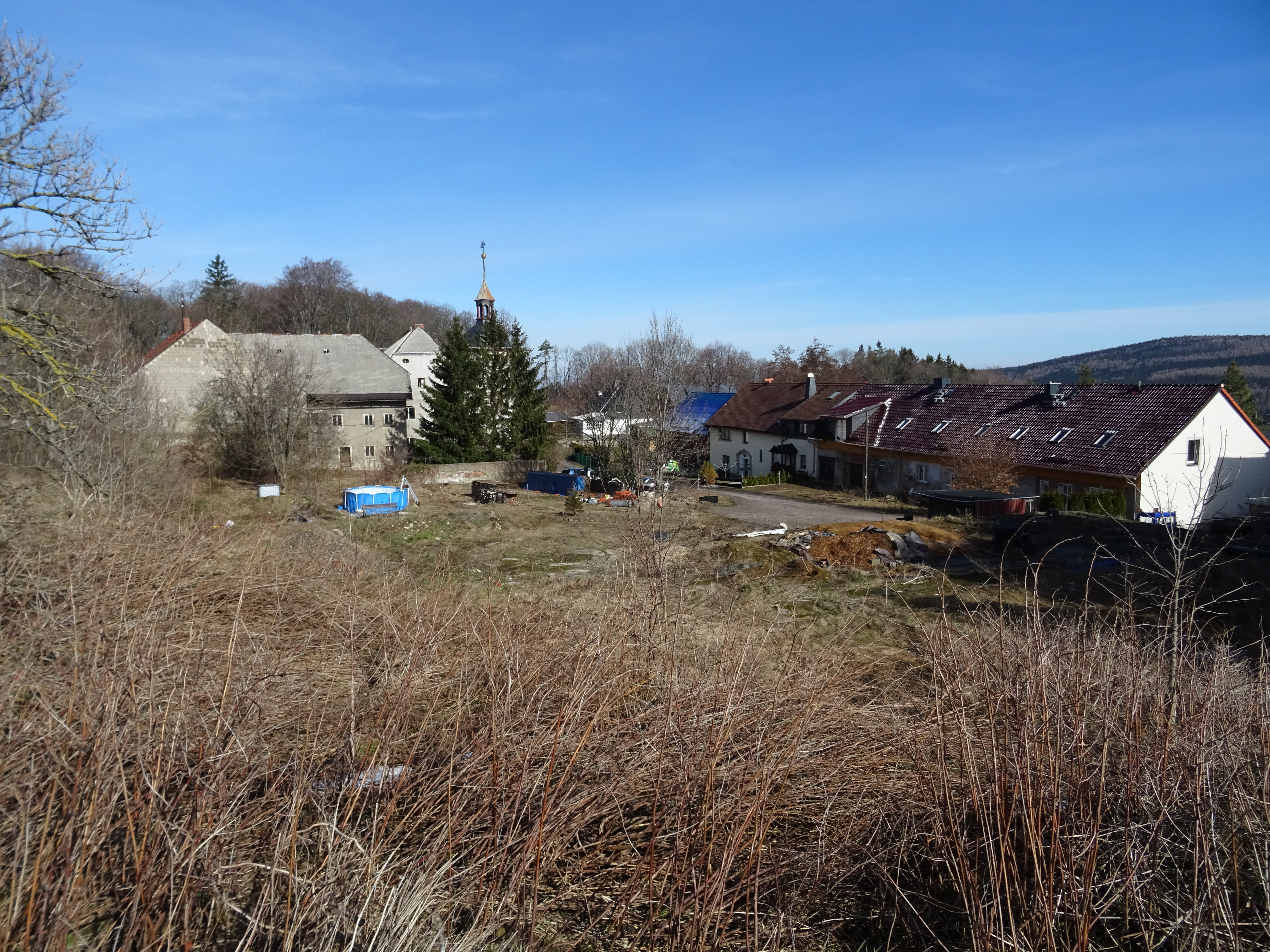
Schloss Naundorf und Reste vom Gutshof, Zustand März 2019
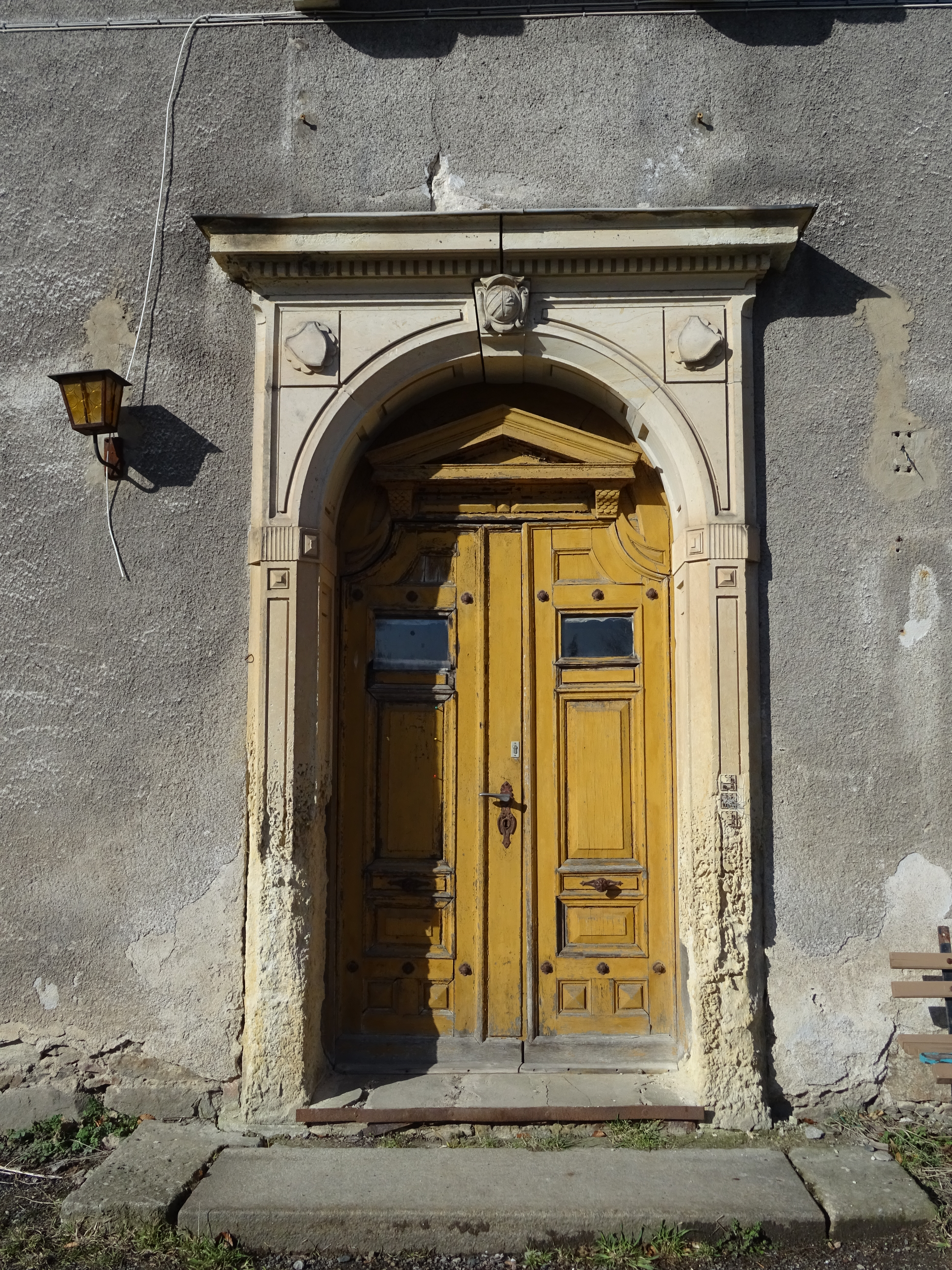
Schloss Naundorf Eingangsportal, Zustand März 2019
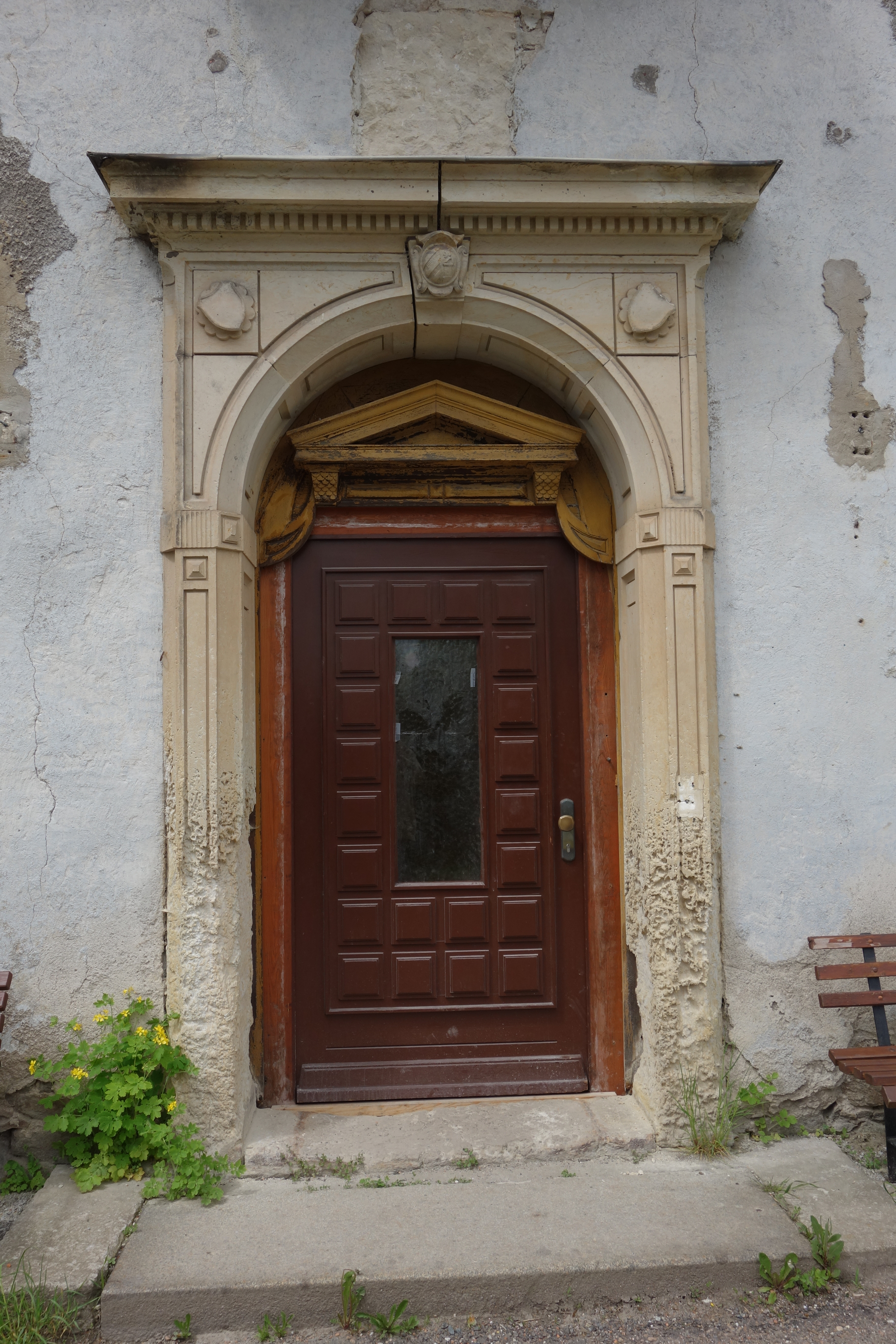
Schloss Naundorf Eingangsportal, Zustand Mai 2021
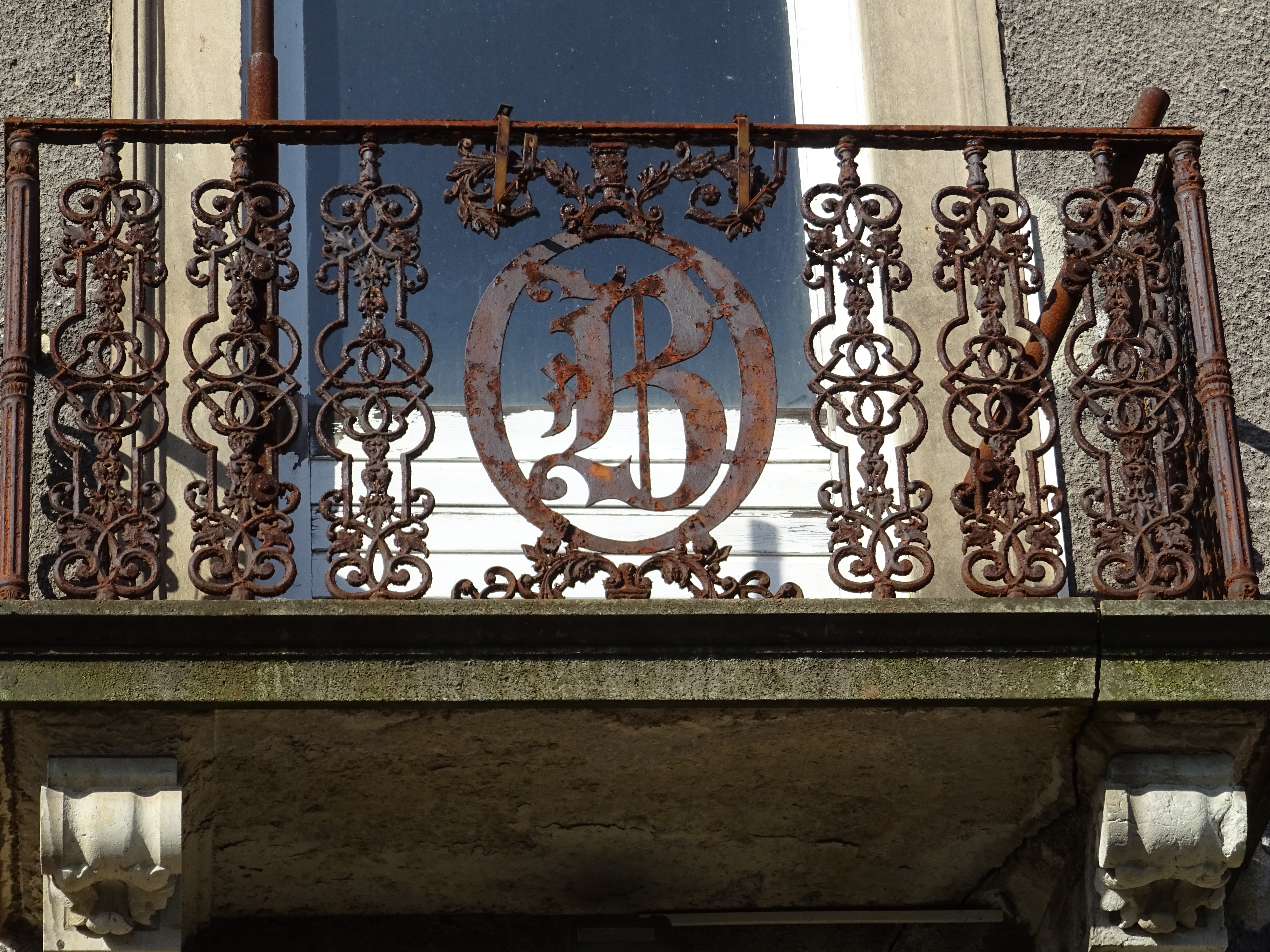
Schloss Naundorf Balkonbrüstung mit Monogramm, Zustand März 2019
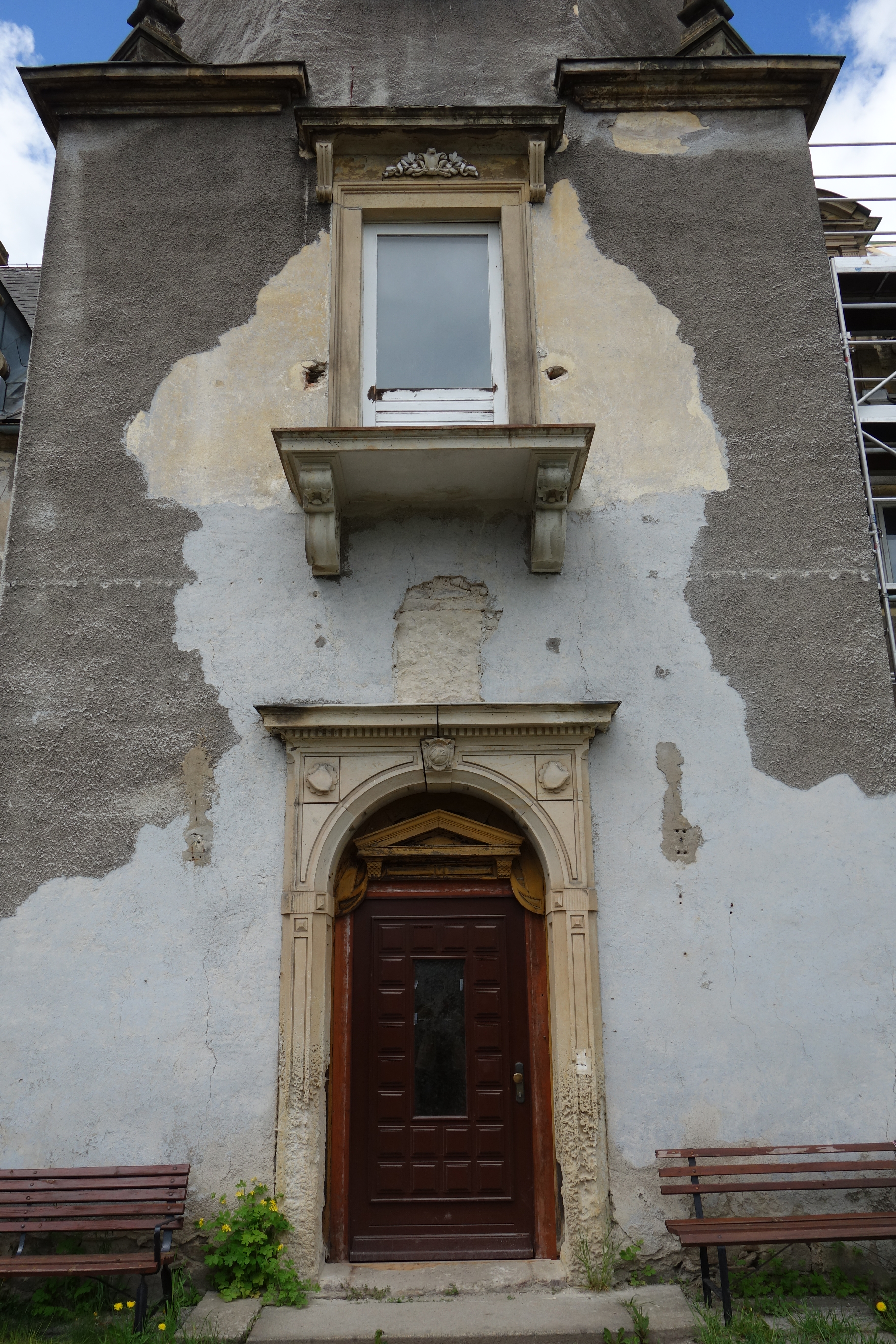
Schloss Naundorf, Eingangsbereich Zustand März 2021

## Schlosspark und Otto’s Eck
Im 15. Jahrhundert wurde der Schlosspark gegenüber dem Gebäude von den Besitzern angelegt und unterhalten. Mit dem erneuten Besitzerwechsel im Jahr 1846 erwarb der Ökomenienrat Wilhelm Eduard Otto Schloss und Park. Dieser erneuerte den Park und gestaltete ihn mit wertvollen einheimischen Gehölzen im Stil des barocken Zeitalters um. In den Jahren 1865 bis 1867 entstand in einiger Entfernung vom Schloss Otto’s Eck, ein auf einem Felsplateau errichteter Aussichtsturm mit Pavillon im maurischen Stil. Um 1877 wurde der Park vom Baumeister Höhne aus Lauenstein umgestaltet und neue Wege angelegt. Wegeerneuerungen und Teicharbeiten sind im Jahr 1878 im Park amtlich ausgeführt worden. Im Jahr 1911 wurde der Capellenberg in Schloßberg umbenannt. Ein neuer Springbrunnen verschönerte den Park um 1925. Mit dem Brunnen sind zahlreiche Spruchsteine und Skulpturen aufgestellt worden. In dieser Zeit wurde der vordere Teil des Schlossparkes als Garten für Beerenobst und Obstbäume genutzt. In den Jahren nach 1945 begann die Verwahrlosung des Parkes und Otto’s Eck, Vandalismus und Wildwuchs zerstörten in den Folgejahren die Skulpturen und Anlage. Der Nauendorfer Heimatverein Otto’s Eck sorgte seit seiner Gründung am 1. März 2001 dafür, dass der Park und der Aussichtsturm instand gesetzt und saniert wurde. Der Verein organisiert Parkfeste, Heimatfeste und Ausstellungstage. Im Jahr 2003 wurde die neue Brunnenfigur enthüllt und im Jahr 2011 wurde der Brunnen instand gesetzt. Im Jahr 2018 fand bereits das 16. Parkfest statt und weitere werden folgen. Das umfassende Gelände des Schloßgartens ist archäologisches Schutzgebiet.

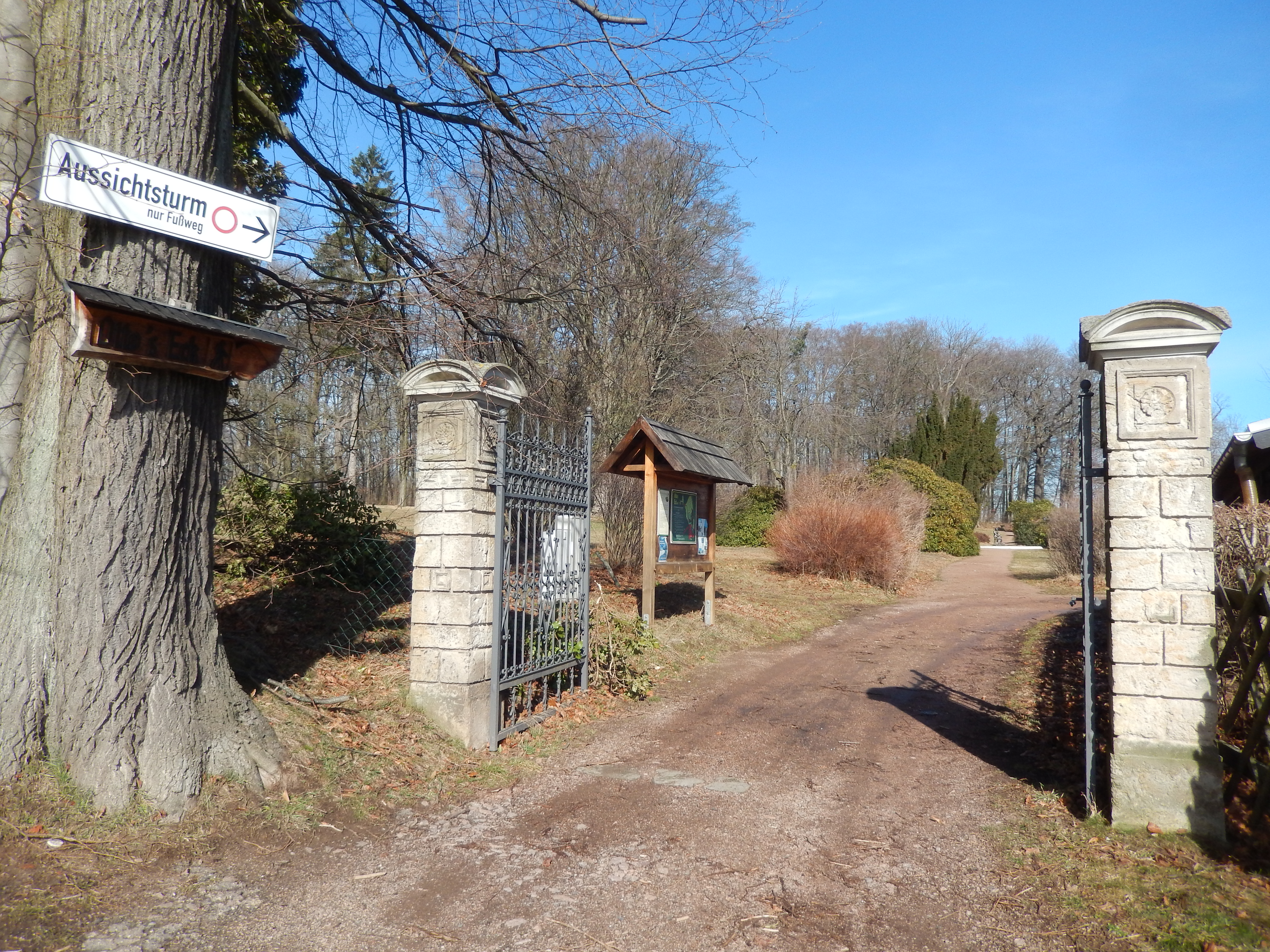
Schloss Naundorf, Parkeingang
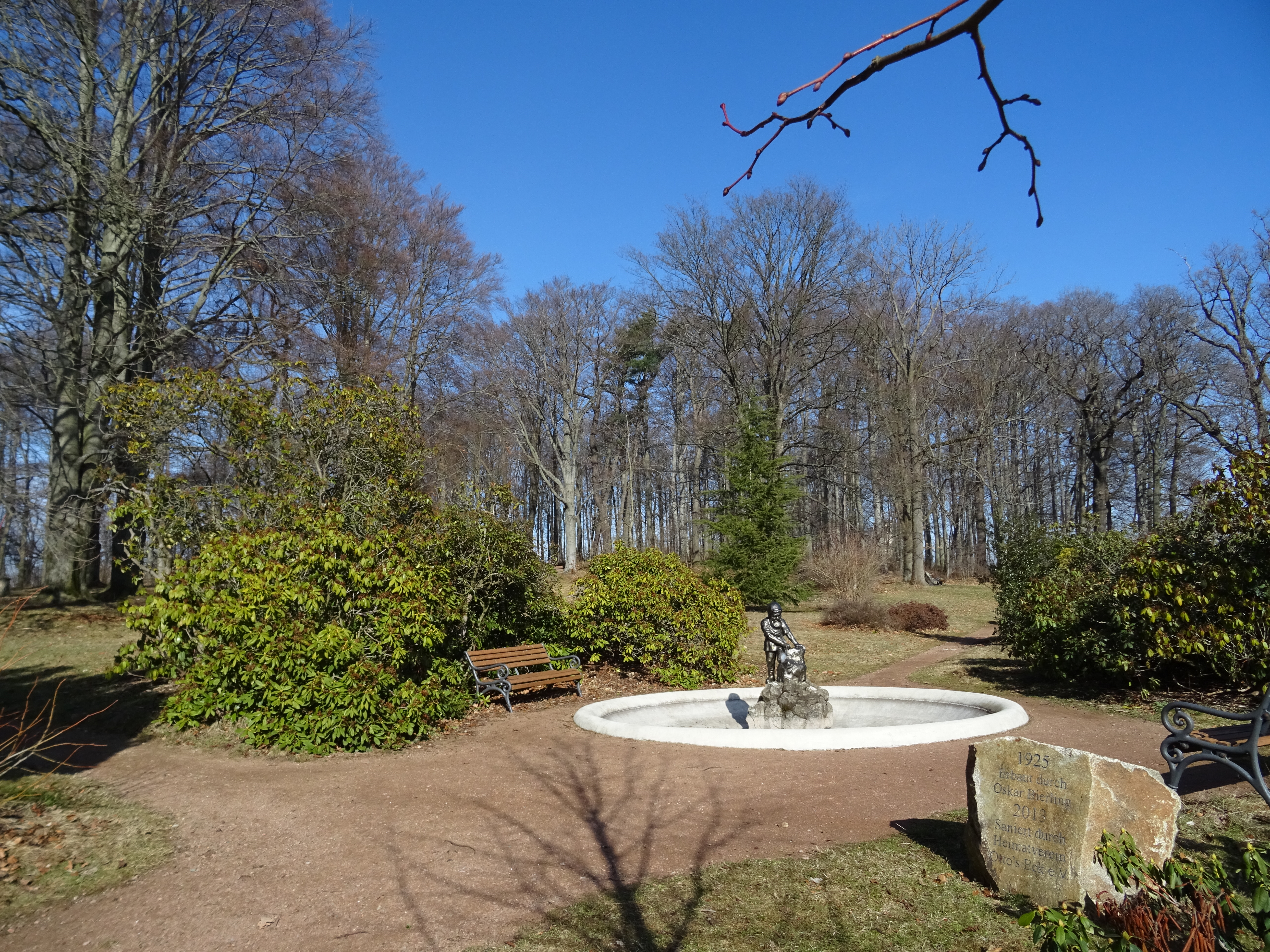
Schloss Naundorf, Park
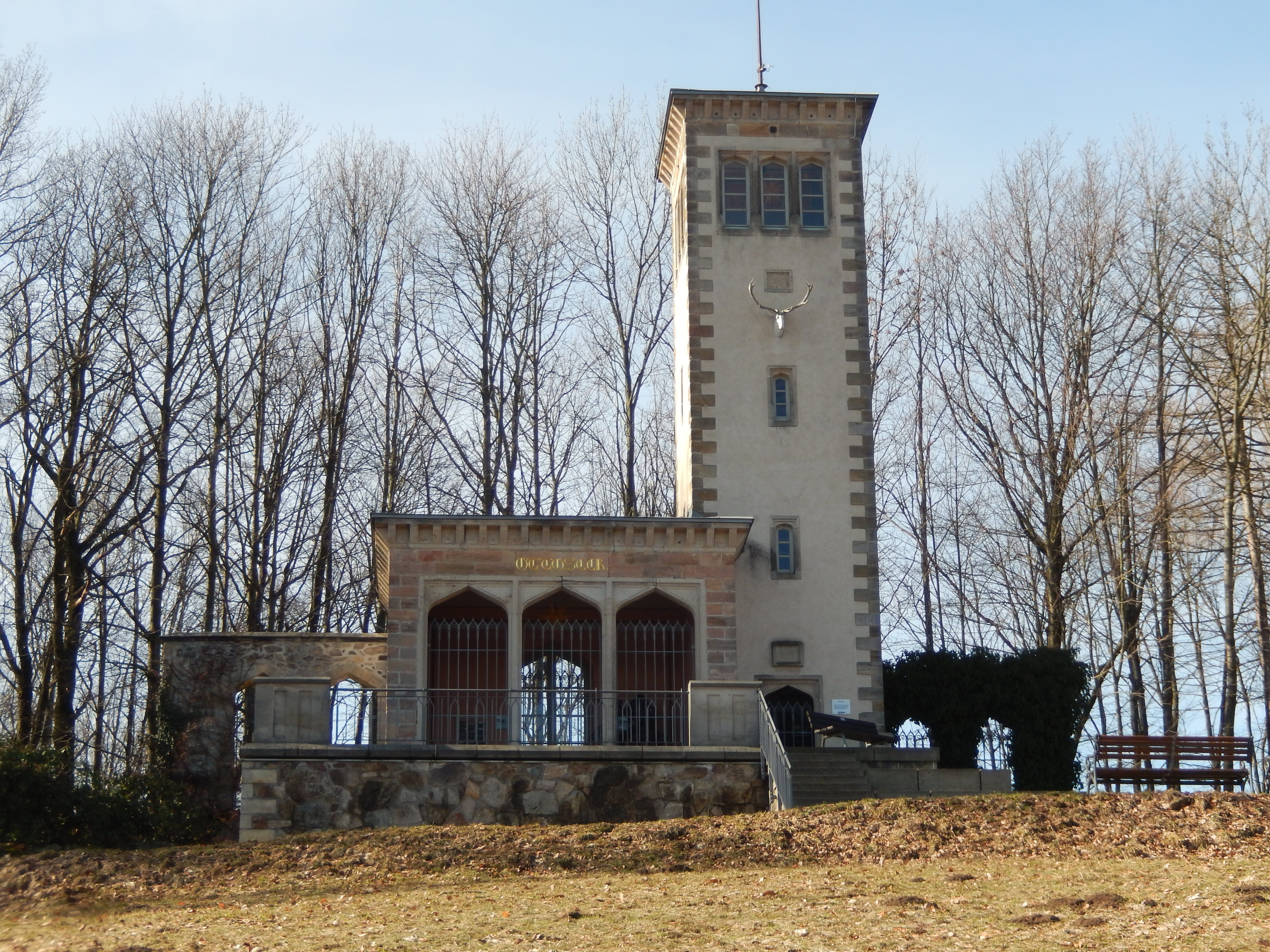
Schloss Naundorf, Aussichtsturm Ottos Eck